# Wapen van Aiseau-Presles

Het wapen van Aiseau-Presles

Het wapen van Aiseau-Presles werd op 14 oktober 1938 toegekend aan de Henegouwse gemeente Aiseau-Presles. Het wapen is afgeleid van het wapen van Catherine de Haneffe dite d'Ochamps, dame van Aiseau. Aiseau werd in 1625 een markizaat. Bij wisselingen van de machthebbers behield Aiseau het wapen. In 1928 werd het wapen aan de stad Aiseau toegekend en in 1938 werd het bevestigd.

## Blazoenering
De blazoenering van het wapen luidt als volgt:
D'azur semé de fleurs de lis d'argent. L'écu sommé d'une couronne de marquis à cinq fleuron.
In het Nederlands: Van azuur bezaaid met fleur-de-lys van zilver. Gedekt door een markiezenkroon van vijf bladeren. Het aantal fleurs-de-lys is hierbij niet omschreven, waardoor het aantal vrij ter interpretatie is. Het aantal wordt tot en met zes doorgaans nog wel genoemd omdat die in een vaste volgorde geplaatst kunnen worden.